# Bruno Rizzi
Bruno Rizzi, (20 de marzo de 1901 en Poggio Rusco, en la provincia de Mantua (Lombardía) – 31 de enero de 1977 en Bussolengo), fue un hombre político y teórico italiano, marxista heterodoxo, principalmente conocido por ser el autor de La Burocratización del mundo (1939).

## Biografía
Cofundador del Partido Comunista Italiano en 1921, Bruno Rizzi lo abandona en 1930.
Perseguido por los fascistas, Rizzi se exilia a Francia y publica en 1939 en París su ensayo más conocido bajo el título de La bureaucratisation du monde ("La burocratización del mundo"), uno de los libros más controvertidos del siglo XX según el universitario estadounidense Donald Clark Hodges. En dicho libro, Rizzi afirma que fascismo, estalinismo y capitalismo liberal desarrollan métodos políticos similares (planificación, dirigismo y emergencia de una clase de burócratas o managers) y que todos ellos convergen en un « colectivismo burocrático ». El libro es prohibido en Francia a partir de 1940 por los nazis que ocupan el país y no será reeditado hasta treinta años después en Italia. En Francia, es reeditado por Champ libre en 1976 (la contraportada fue redactada por Guy Debord que apreciaba el libro).
Al final de los años 1930, Bruno Rizzi participa en la controversia entre Trotski, James Burnham e Yvan Craipeau sobre la naturaleza de la URSS (« Estado obrero degenerado » o « colectivismo burocrático » ?). Rizzi afirma que una clase burocrática, encarnada por el PCUS, ha tomado el lugar de la burguesía.
En 1941, James Burnham publica su célebre The Managerial Revolution que es, en parte, un plagio del libro de Rizzi.
Bruno Rizzi vuelve a Italia en 1943, se instala como vendedor de zapatos, y tan solo participa de forma esporádica en los debates teóricos escribiendo en revistas políticas como Critica Sociale, Tempi Moderni y Rassegna di Sociologia.

## Obra

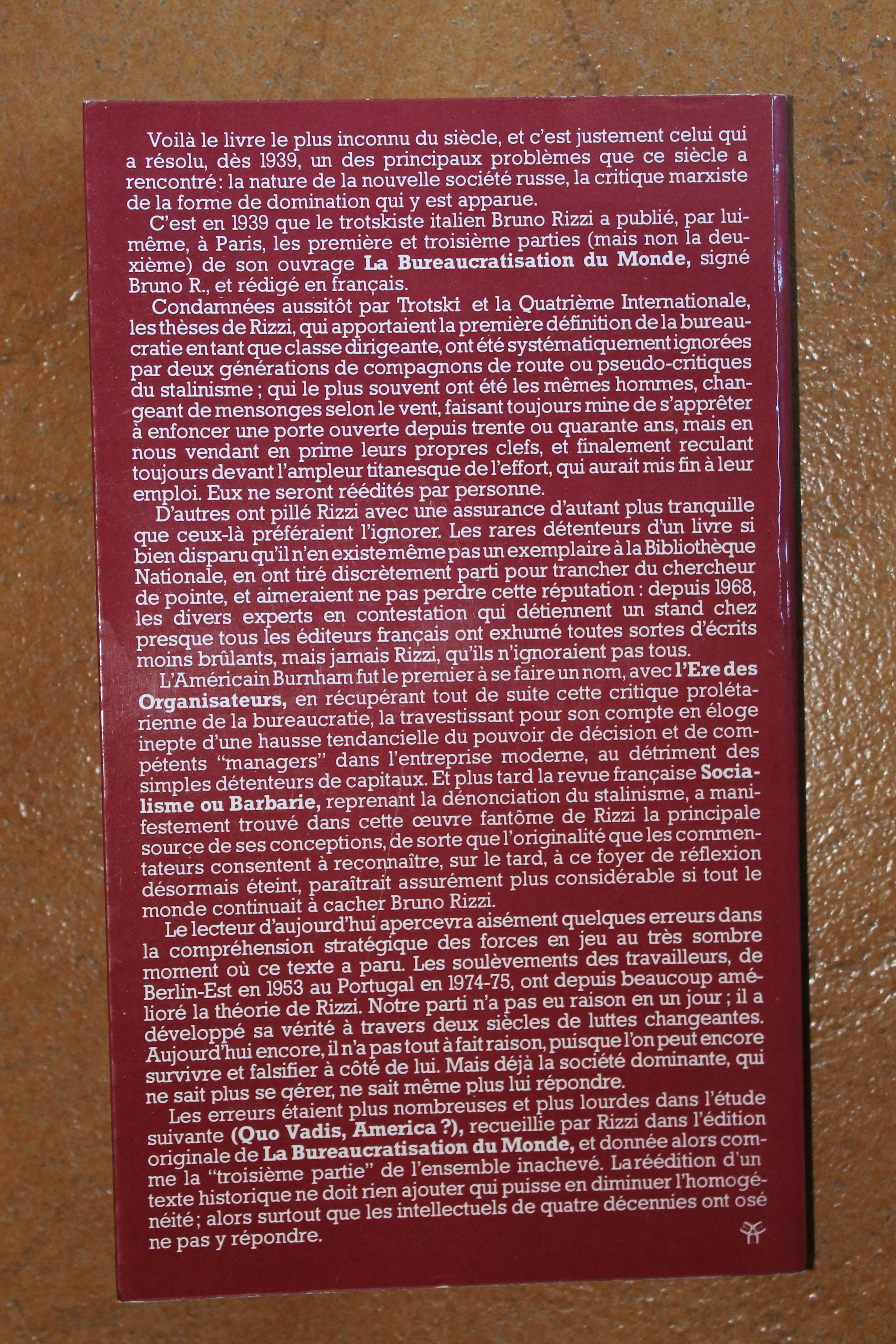
Contraportada redactada por Guy Debord de la reedición en 1976 del libro de Bruno Rizzi, L'URSS : collectivisme bureaucratique. La Bureaucratisation du monde, éditions Champ Libre.

- Bruno Rizzi, L'URSS : collectivisme bureaucratique. La bureaucratisation du monde, Champ libre, 1976.
- Bruno Rizzi, La burocratización del mundo, introducción por Salvador Giner, postfacio de Ramón Capella, Ediciones Península, Barcelona, 1980.